# Hesperodae
Hesperodae je novi nadtribus krstašica, dio potporodice Brassicoideae, red Brassicales.
Tip: Hesperis L., večernica ili večernjica.
Opis: Trihomi su obično prisutni, jednostavni i/ili razgranati; često prisutne višestanične žlijezde. Lišće obično malo razdijeljeno, gotovo nikad ušice pri dnu. Najčešći x = 7.
Distribucija: Porijeklom iz Euroazije (pretežno iz umjerene i suhe suptropske Azije).

## Plemena
1. Supertribus Hesperodae D.A.German et al., supertrib. nov.
  1. Tribus Anchonieae DC.
    1. Iskandera N. Busch (1 sp.)
    2. Dvorakia D. A. German (2 spp.)
    3. Matthiola W. T. Aiton (55 spp.)
    4. Eremoblastus Botsch. (1 sp.)
    5. Sterigmostemum M. Bieb. (14 spp.)
    6. Synstemon Botsch. (2 spp.)
    7. Microstigma Trautv. (3 spp.)
    8. Micrantha F. Dvorák (1 sp.)
    9. Veselskya Opiz (1 sp.)

  2. Tribus Buniadeae DC.
    1. Bunias L. (2 spp.)

  3. Tribus Chorisporeae Ledeb.
    1. Litwinowia Woronow (1 sp.)
    2. Parrya R. Br. (46 spp.)
    3. Chorispora R. Br. ex DC. (12 spp.)
    4. Diptychocarpus Trautv. (1 sp.)

  4. Tribus Dontostemoneae
    1. Clausia Trotzky (4 spp.)
    2. Dontostemon Andrz. ex DC. (11 spp.)

  5. Tribus Euclidieae DC.
    1. Spryginia Popov (6 spp.)
    2. Euclidium W. T. Aiton (1 sp.)
    3. Leptaleum DC. (1 sp.)
    4. Dichasianthus Ovcz. & Junussov (1 sp.)
    5. Strigosella Boiss. (24 spp.)
    6. Leiospora (C. A. Mey.) A. N. Vassiljeva (9 spp.)
    7. Christolea Cambess. ex Jacquem. (4 spp.)
    8. Solms-laubachia Muschl. (36 spp.)
    9. Rhammatophyllum O. E. Schulz (8 spp.)
    10. Sisymbriopsis Botsch. & Tzvelev (4 spp.)
    11. Anzhengxia Al-Shehbaz & D. A. German (1 sp.)
    12. Pycnoplinthus O. E. Schulz (1 sp.)
    13. Braya Sternb. & Hoppe (22 spp.)
    14. Metashangrilaia Al-Shehbaz & D. A. German (1 sp.)
    15. Shangrilaia Al-Shehbaz, J. P. Yue & H. Sun (1 sp.)
    16. Pycnoplinthopsis Jafri (1 sp.)
    17. Lepidostemon Hook. fil. & Thomson (6 spp.)
    18. Cymatocarpus O. E. Schulz (3 spp.)
    19. Tetracme Bunge (8 spp.)
    20. Neotorularia Hedge & J. Léonard (13 spp.)
    21. Rudolf-kamelinia Al-Shehbaz & D. A. German (1 sp.)
    22. Ochthodium DC. (1 sp.)
    23. Octoceras Bunge (1 sp.)
    24. Streptoloma Bunge (2 spp.)
    25. Catenulina Soják (1 sp.)
    26. Cryptospora Kar. & Kir. (3 spp.)
    27. Atelanthera Hook. fil. & Thomson (1 sp.)
    28. Lachnoloma Bunge (1 sp.)
    29. Dilophia Thomson (2 spp.)

  6. Tribus Hesperideae Prantl
    1. Hesperis L. (59 spp.)

  7. Tribus Shehbazieae D. A. German
    1. Shehbazia D. A. German (1 sp.)